# Golfo di Lavrentija
Il golfo di Lavrentija (in russo Залив Лаврентия) è un'insenatura della penisola dei Čukči, in Russia. Si affaccia sul mare di Bering e appartiene al Čukotskij rajon, nel Circondario autonomo della Čukotka (Circondario federale dell'Estremo Oriente).

## Geografia
Il golfo di Lavrentija si trova sulla costa orientale della penisola dei Čukči e si apre verso sud-est; è lungo 43 km, largo all'ingresso 23 km e si restringe fino a 1,5  km. Ha una profondità massima di 42 m. Le coste sono molto ripide e la vegetazione è quella tipica della tundra. Sfociano nel golfo i seguenti fiumi: il Kujymatavaam (Куйыматаваам), nella piccola baia Melkovodnaja (бухта Мелководная) in fondo al golfo; sulla costa nord-orientale l'Ėkkuljutėn'vueem (Эккулютэньвуеем) e il Nunamavaam (Нунамаваам). Oltre alla Melkovodnaja, all'interno del golfo, ci sono la baia Bezymjannaja (бухта Безымянная) ed altre insenature senza nome.
Il promontorio roccioso di Krigujgun (мыс Кригуйгун), che divide a sud il golfo di Lavrentija da quello di Mečigmen, segna con capo Nunjamo (мыс Нунямо), a sud-est, l'ingresso al golfo. Altri piccoli promontori all'interno del golfo sono (in senso orario): Chargilach (Харгилах), Verhovskogo (Верховского), Skrytyj (Скрытый), sulla costa sud-ovest, e Indreniusa (Индрениуса), Pesčanyj (Песчаный), Pavlova (Павлова) e Pnakvyn (Пнаквын) sulla costa nord-est. Nella parte settentrionale ci sono due isolette: Balka (остров Балка)65°46′18″N 171°22′00″W, e Benneta (остров Беннета) 65°45′03″N 171°17′41″W. A capo Chargilach si trova il villaggio di Lavrentija, sede amministrativa del rajon.

## Storia
Il golfo fu visitato per la prima volta da Timofej Perevalov (Тимофей Перевалов) a metà del XVIII secolo
In seguito, il 10 agosto 1778, il giorno di San Lorenzo l'esploratore James Cook avvistò il golfo dalla nave durante il suo terzo viaggio intorno al mondo e gli diede il nome del santo. Fu successivamente esplorato, nel 1791, da Joseph Billings e Gavriil Andreevič Saryčev e studiato in dettaglio da Fëdor Petrovič Litke nel 1828.